# Scenarija pisana levom i desnom rukom
„Scenarija pisana levom i desnom rukom“ je dokumentarni televizijski esej u trajanju od 52 minute, o Festivalu filmskog scenarija u Vrnjačkoj Banji, reditelja Slobodana Ž. Jovanovića, a u proizvodnji Radio-televizije Srbije 2001. godine.
Tribina održana na festivalu scenarija u Vrnjačkoj Banji pratila je uticaj nove tehnologije na dalji razvoj filma i predviđala koliko će kompjuterska animacija promeniti proizvodnju i lice filma. Emisija je ispunjena insertima filmova u kojima je korišćena komjuterska animacija od same pojave animacije pa sve do prvog filma koji je potpuno urađen komjuterskom animacijom bez ijednog „živog“ glumca.
Materijal je snimio reditelj Petar Cvejić koji je preminuo, tako da je reditelj Slobodan Ž. Jovanović emisiju posvetio uspomeni na preminulog komegu.

## Autorska ekipa
- Reditelj Slobodan Ž. Jovanović